# 胸漢魚屬
胸漢魚屬為輻鰭魚綱銀漢魚目擬銀漢魚科的其中一屬。

## 分類
- 赫氏胸漢魚(Colpichthys hubbsi)
- 大王胸漢魚(Colpichthys regis)

## 扩展阅读
- 維基物種上的相關：胸漢魚屬